# Zane (Name)
Zane ist ein weiblicher und männlicher Vorname.

## Herkunft und Bedeutung
Der im Lettischen verwendete Vorname ist eine Form von Susanna.
Die männliche Vornamenvariante stammt von einem englischen Nachnamen unbekannter Bedeutung. Es wurde als Vorname vom US-amerikanischen Autor Zane Gray (1872–1939) eingeführt. Zane war tatsächlich sein zweiter Vorname: es war der Mädchenname seiner Mutter gewesen.

## Bekannte Namensträger

### Weiblich
- Zane Bērziņa (* 1971), lettische Designerin, Künstlerin, Forscherin und Professorin

### Männlich
- Zane C. Hodges (1932–2008), US-amerikanischer evangelikaler Theologe
- Zane Holtz (* 1987), kanadischer Schauspieler und Model
- Zane Huett (* 1997), US-amerikanischer Schauspieler
- Zane Khan (2002), US-amerikanischer Tennisspieler
- David Zane Mairowitz (* 1943), US-amerikanischer Schriftsteller
- Zane Massey (* 1957), US-amerikanischer Jazzmusiker
- Zane McIntyre (* 1992), US-amerikanischer Eishockeytorwart
- Zane Palmer, US-amerikanischer Skispringer
- Zane Robertson (* 1989), neuseeländischer Langstreckenläufer

## Fiktive Namensträger
- Zane Julien, Hauptantagonist in der Animationsserie Ninjago